# 1213.º Batallón de Campaña de la Luftwaffe
El 1213.º Batallón de Campaña de la Luftwaffe (1213. Luftwaffen-Feld-Bataillon) fue una unidad de la Luftwaffe durante la Segunda Guerra Mundial.

## Historia
Fue formado el 6 de septiembre de 1944 en Gießen, se componía de: la compañía de Plana Mayor con dos pelotones de telefonistas, dos pelotones de radiotelegrafistas, una unidad de transporte y una de intendencia. 
- 1.ª Compañía de Fortificación de la Luftwaffe
- 2.ª Compañía de Fortificación de la Luftwaffe
- 3.ª Compañía de Fortificación de la Luftwaffe

La orden oficial de creación (O.K.L./Gen. Qu. Az. 12751/44 g. Kdos.) fue emitida el 10 de septiembre de 1944. En septiembre de 1944 fue renombrado como XIII Batallón de Fortificación de la Luftwaffe.
| Unidad       | Correo Postal |
| Plana Mayor  | 62153 A       |
| 1.ª Compañía | 62153 B       |
| 2.ª Compañía | 62153 C       |
| 3.ª Compañía | 62153 D       |